# Tárnok
Tárnok é uma vila da Hungria, situada no condado de Peste. Tem 23,6 km² de área e sua população em 2019 foi estimada em 9.654 habitantes.